# NGC 7508
NGC 7508 ist eine Spiralgalaxie vom Hubble-Typ S im Sternbild Pegasus am Nordsternhimmel. Sie ist schätzungsweise 551 Millionen Lichtjahre von der Milchstraße entfernt und hat einen Durchmesser von etwa 160.000 Lichtjahren.
Im selben Himmelsareal befinden sich u. a. die Galaxien NGC 7505, NGC 7511, NGC 7515, NGC 7536.
Das Objekt wurde am 13. Oktober 1825 von John Herschel entdeckt.